# Barakzai (dynasti)
Barakzai är en släkt i Afghanistan med historiskt mycket starkt politiskt och ekonomiskt inflytande och Afghanistans kungafamilj mellan 1826 (regerande från 1842) och 1973. Namnet "Barakzai" betyder ungefär Baraks söner på pashto och åsyftar den bibliske personen Barak i gamla testamentet.
Dynastin grundades 1826 av Dost Mohammed Khan, en mäktig klanhövding och en av det då styrande Huset Durranis främsta allierade. På 1820-talet hade emellertid Huset Durrani blivit allt mer splittrat av inre maktstrider vilket ledde till att riket höll på att falla sönder. Dost Mohammed framträdde som den nye starke ledaren i det sönderfallande riket och omkring 1837 hade han säkrat makten och utropade sig till Emir. Fram till 1973 kom samtliga av Afghanistans monarker, med undantag för en period under 1919, att tillhöra Dost Mohammed Khans ättlingar och tillhöra landets absoluta elit. Sedan den dåvarande kungen Zahir Shah störates från makten 1973 har familjen Barakzai haft en mer undanskymd roll i Afghanistans styre, men åtnjuter fortfarande ett stort inflytande i både ekonomiska och politiska avseenden. 
Familjens nuvarande överhuvud heter Ahmad Shah Khan (född 1934), son till den avsatte kungen Zahir Shah och landets tronpretendent.